# Michigan

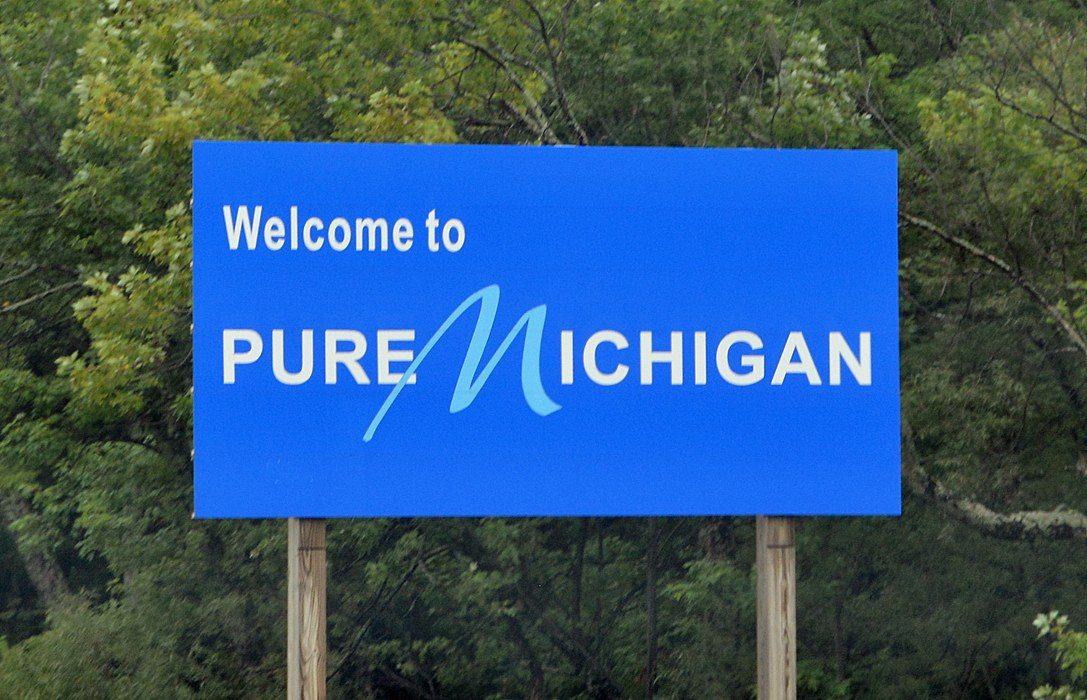
Michigan, Grenzschild

Michigan (engl. Aussprache [ˈmɪʃɪgən] ⓘ, Ojibwe für „Großer See“) ist ein Bundesstaat der Vereinigten Staaten im Zentrum der Region der Großen Seen im oberen Mittleren Westen. Er grenzt an Minnesota im Nordwesten, Wisconsin im Westen, Indiana und Illinois im Südwesten, Ohio im Südosten und die kanadische Provinz Ontario im Osten, Nordosten und Norden. Mit 10,14 Millionen Einwohnern und einer Fläche von 250.490 km² ist Michigan der zehntgrößte Bundesstaat gemessen an der Bevölkerungszahl, der elftgrößte gemessen an der Fläche und der größte gemessen an der Gesamtfläche östlich des Mississippi. Die Hauptstadt des Bundesstaates ist Lansing, die bevölkerungsreichste Stadt ist Detroit, dessen Metropolregion mit rund 3,8 Millionen Einwohnern zu den größten des Landes zählt. Weitere bedeutende Städte sind Grand Rapids, Flint, Ann Arbor, Kalamazoo, die Tri-Cities und Muskegon. Die größte Stadt der Oberen Halbinsel ist Marquette.
Michigan besteht aus zwei Halbinseln: der stark bewaldeten Oberen Halbinsel (allgemein als „U.P.“ bezeichnet), die sich vom nördlichen Wisconsin aus nach Osten erstreckt, und der größeren und stärker bevölkerten Unteren Halbinsel, die sich nördlich von Ohio und Indiana erstreckt. Die Halbinseln werden durch die Straße von Mackinac getrennt, die den Michigansee mit dem Huronsee verbindet, und sind durch die 5 Meilen lange Mackinac Bridge entlang der Interstate 75 miteinander verbunden. Michigan grenzt an vier der fünf Großen Seen und an den Lake St. Claire und hat mit 5292 Kilometern die längste Süßwasserküste der USA. 
Die Region der Großen Seen wird seit Tausenden von Jahren hauptsächlich von indigenen Völkern wie den Ojibwe, Odawa, Potawatomi und Wyandot bewohnt. Einige behaupten, dass der Name der Region vom Ojibwe-Wort ᒥᓯᑲᒥ (mishigami) abgeleitet ist, was „großes Wasser“ oder „großer See“ bedeutet, während andere sagen, dass er vom Stamm der Mishiiken auf der Mackinac-Insel stammt, der vom Ottawa-Historiker Andrew Blackbird auch Michinemackinawgo genannt wurde, dessen umliegendes Land als Mishiiken-imakinakom bezeichnet wurde, was später zu Michilimackinac verkürzt wurde.
Im 17. Jahrhundert beanspruchten französische Entdecker das Gebiet für Neufrankreich. Französische Siedler und Métis errichteten Forts und Siedlungen. Nach der Niederlage Frankreichs im Franzosen- und Indianerkrieg im Jahr 1762 kam das Gebiet unter britische Kontrolle und später nach dem Frieden von Paris (1783) unter die Kontrolle der USA, obwohl die Kontrolle mit den indigenen Stämmen bis zu Verträgen zwischen 1795 und 1842 umstritten blieb. Das Gebiet war zunächst Teil des größeren Nordwestterritoriums; das Michigan-Territorium wurde 1805 gegründet.
Am 26. Januar 1837 wurde Michigan als 26. Bundesstaat in die Union aufgenommen und entwickelte sich schnell zu einem wichtigen Industrie- und Handelszentrum, das europäische Einwanderer, insbesondere aus Finnland, Mazedonien und den Niederlanden, anzog. In den 1930er Jahren wurde der Bundesstaat durch die Zuwanderung aus den Appalachen und dem Nahen Osten sowie durch die Great Migration der schwarzen Südstaatler weiter geprägt, insbesondere in der Metropole Detroit. Die Kultur Michigans ist stark von jener industriellen Blütezeit geprägt, was sich in Architektur, Museen und Arbeitergeschichte widerspiegelt. Mit Detroit als kulturellem Zentrum des Staates hat Michigan vor allem in musikalischer Hinsicht große Bedeutung. Es ist der Geburtsort des Motown-Sounds der 1960er, mit Künstlern wie Stevie Wonder, The Supremes, Marvin Gaye oder The Temptations, die Wiege des Techno (späte 1980er) und bekannt für Rockgrößen wie Iggy Pop und The White Stripes. Als Heimat des Rappers Eminem ist Michigan auch eng mit der Hip-Hop-Kultur verbunden.
Michigan verfügt über eine diversifizierte Wirtschaft mit einem Bruttosozialprodukt von 725,897 Mrd. Dollar (Stand: 1. Quartal 2025) und nimmt damit unter den 50 Bundesstaaten den 14. Platz ein. Obwohl der Bundesstaat eine vielfältige Wirtschaft entwickelt hat, wurde er Anfang des 20. Jahrhunderts in erster Linie als Zentrum der US-Automobilindustrie weltbekannt, die sich zu einem wichtigen Standbein der nationalen Wirtschaft entwickelte. Hier (bzw. im Großraum Detroit) sind die drei größten Automobilunternehmen des Landes, General Motors, Ford und Stellantis (Chrysler) ansässig. Einst für die Holzgewinnung und den Bergbau genutzt, ist die dünn besiedelte Obere Halbinsel heute wegen ihrer vergleichsweise unberührten Natur vor allem für den Tourismus von Bedeutung. Die Untere Halbinsel ist ein Zentrum des verarbeitenden Gewerbes, der Forstwirtschaft, der Landwirtschaft, des Dienstleistungssektors und der High-Tech-Industrie.

## Geografie

### Relief
Michigan ist der einzige Bundesstaat der USA, dessen Festland in zwei Teile geteilt ist. Zwischen den Teilen erstreckt sich der Michigansee. Ober-Michigan, der nördliche Teil, ist zwischen Michigansee im Süden und Oberem See im Norden gelegen. Der westliche Teil wird geprägt durch das Superior Upland, ein Hochland mit granitischem Felsuntergrund. Es besteht aus mehreren von Nordost nach Südwest verlaufenden Gebirgsketten, die sich im Westen bis nach Wisconsin und Minnesota hinein erstrecken. Einzelne Gebirgszüge sind die Porcupine Mountains und die Gebirgsketten Gogebic Range und Copper Range. Das Superior Upland weist wesentlich größere Höhenunterschiede als die restliche Fläche des Staates auf. Die höchste Erhebung Michigans ist der Mount Arvon mit 603 m. Die Isle Royale im Oberen See gehört, obwohl sowohl die kanadische Provinz Ontario als auch der US-Bundesstaat Minnesota deutlich näher zu der Insel liegen, ebenfalls zu Michigan.
Der südliche Teil, Unter-Michigan, ist zwischen Michigansee (Westen) und Huronsee (Osten) gelegen. Flächenmäßig ist dies der größere Teil des Staates. Die überwiegende Mehrzahl der Bevölkerung des Staates lebt im südlichsten Drittel Unter-Michigans. Ganz Unter-Michigan und der östliche Teil Ober-Michigans gehören zum Eastern Great Lakes Lowland. Dies ist ein flaches bis hügeliges Tiefland und entstand infolge der Gletscher, die in der Eiszeit das Land bedeckten. Die Durchschnittshöhe liegt bei 274 m und der tiefste Punkt bei ca. 173 m. Es gibt folglich kaum merkliche Höhenunterschiede innerhalb Unter-Michigans.

### Boden
Der Boden in Ober-Michigan ist grau-bräunlich und sauer. Er ging aus Gletscherablagerungen hervor und ist teilweise wenig bis gar nicht fruchtbar. Dadurch und bedingt durch das Klima gibt es dort kaum Landwirtschaft. Im Südosten Michigans, an der Saginaw Bay, herrscht ein schwerer, lehmiger Boden vor. Der Großteil Unter-Michigans jedoch verfügt über sehr fruchtbaren Boden, welcher auch landwirtschaftlich genutzt wird.

### Flüsse und Seen
Michigan hat Anteil an vier der fünf Großen Seen. Diese sind der Michigansee, der Huronsee, der Obere See und der Eriesee. Dadurch verfügt es über eine Gesamtküstenlänge von 5310 km. Außerdem gibt es mehr als 11 000 kleinere Seen, von denen der Größte der Houghton Lake im Norden Unter-Michigans ist.
Der längste Fluss des Bundesstaates ist der Grand River. Weitere wichtige Flüsse sind der Kalamazoo, Manistee, Saint Clair, Detroit und Saint Joseph. Durch die Wasserstraßen können Güter in alle Welt verschifft werden, denn über den Eriesee und den Sankt-Lorenz-Strom existiert eine Verbindung zum Atlantik. In Obermichigan gibt es einige Wasserfälle, beispielsweise die Tahquamenonfälle.

### Klima

USDA-Klimazonen in Ober- und Unter-Michigan

Das Klima in Michigan hat eine Sonderstellung im Vergleich zu den restlichen Vereinigten Staaten. Dies liegt an der Nähe zu den Großen Seen. Diese geben Michigan ein milderes Klima im Vergleich zu anderen Staaten derselben geographischen Breite. Es ist feucht und kontinental (weltweit eine recht seltene Kombination) und liegt in der kühlgemäßigten Klimazone. Das Klima von Ober- und Unter-Michigan ist jedoch gesondert zu betrachten.
Ober-Michigan ist deutlich kühler und weist ein nordisches Klima auf. Die durchschnittliche frostfreie Zeit beträgt nur 60 bis 120 Tage pro Jahr. Die Winter sind sehr streng und die Sommer mild. Die durchschnittliche Jahrestemperatur in Sault Ste. Marie nahe der Grenze zu Kanada im Nordosten Ober-Michigans beträgt 4,3 °C. Wärmster Monat ist der Juli mit 18 °C, die kältesten sind Januar und Februar mit −10 °C. Der durchschnittliche Jahresniederschlag liegt bei 869 mm und verteilt sich über das gesamte Jahr.
Das Klima in Unter-Michigan hingegen ist mild. Die durchschnittliche frostfreie Zeit beträgt 180 bis 240 Tage, ist also deutlich länger als in Ober-Michigan. In Detroit (im Südosten Unter-Michigans) liegt die Durchschnittstemperatur bei 10 °C. Wärmster Monat ist der Juli mit 24 °C, kältester der Januar mit −5 °C. Die Temperaturen sind insgesamt um 5 °C höher als in Ober-Michigan. Die Temperaturdifferenz ist mit 18 °C gering für einen Kontinentalstaat. Dies liegt am Einfluss der Großen Seen, im Sommer kühlen sie die Luft ab und im Winter erwärmen sie sie. Allerdings ist die Temperaturdifferenz immer noch deutlich höher als etwa an Meeresküsten, weshalb das Michigan-Klima trotz des Einflusses der Seen zum kontinentalen Typ gerechnet wird. Der Niederschlag ist auch hier ganzjährig, jedoch mit 691 mm etwas geringer.

### Nachbarstaaten
Michigan hat im Süden Landgrenzen zu Ohio und Indiana. Zudem hat die Obere Halbinsel in ihrem Südwesten eine Landgrenze zu Wisconsin. Über den Michigansee besteht auch eine Grenze zu Illinois und über den Oberen See eine Grenze zu Minnesota. Die Grenze zur kanadischen Provinz Ontario verläuft durch den Oberen See, Huronsee, Eriesee und deren Verbindungsgewässer.
Zwar gibt es keine Landgrenze zu Illinois, dennoch gehört der Südwesten des Staates noch zum Großraum Chicago, welches von dort schneller zu erreichen ist als Detroit.

### Größte Städte

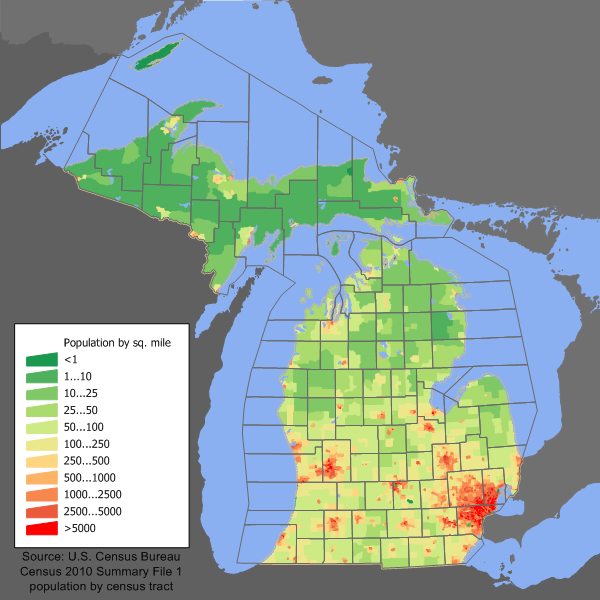
Bevölkerungsdichte

- Liste aller Kommunen in Michigan (in alphabetischer Reihenfolge)
- Liste der Städte in Michigan nach Einwohnerzahl (über 10.000 Einwohner)

### Gliederung
- Liste der Countys in Michigan

## Wirtschaft
Die Wirtschaftsleistung Michigans betrug im Jahre 2016 487 Milliarden USD, womit es die dreizehnt-höchste Wirtschaftsleistung der Bundesstaaten der USA hatte und einen Anteil von 2,64 % an der gesamten amerikanischen Wirtschaft hielt. Als eigenes Land gezählt, wäre die Wirtschaftsleistung von Michigan ungefähr so groß wie die Polens. Das reale Bruttoinlandsprodukt pro Kopf (engl. per capita GDP) lag im Jahre 2016 bei USD 49.074 (nationaler Durchschnitt der 50 US-Bundesstaaten: USD 57.118; nationaler Rangplatz: 37). Die Arbeitslosenrate lag im November 2017 bei 4,6 % (Landesdurchschnitt: 4,1 %).

### Wirtschaftszweige
Michigan verfügt über eine vielseitige Wirtschaft. Der primäre (Landwirtschaft/Bergbau) und der sekundäre (Industrie) Sektor sind von größter Bedeutung für den Wirtschaftsraum.
In der ersten Hälfte des 19. Jahrhunderts gewann die Landwirtschaft in Michigan an großer Bedeutung, die bis heute anhält. Wichtigste landwirtschaftliche Erzeugnisse sind Milchprodukte, Mais, Sojabohnen und Rinder. Außerdem ist Michigan führend in der Produktion von Kirschen und Äpfeln. Etwa 3 Milliarden US-Dollar werden durch Nutzpflanzen eingenommen. Die Holzwirtschaft spielt keine wesentliche Rolle, sie wird hauptsächlich im Westen Ober-Michigans betrieben; das Holz dient meist der Papierherstellung. Die Fischerei trägt ebenfalls wenig zur Wirtschaft bei, der Wert des jährlichen Fangs liegt bei nur 11 Millionen US-Dollar.
Der Bergbau spielt eine tragende Rolle für Michigan. Es gibt reichliche Vorkommen an Erzen und auch Erdgas und Erdöl werden im mittleren Norden und Süden gefördert. Die wichtigsten Rohstoffe sind Eisenerz, Petroleum, Erdgas und Kupfer. Die Förderung von Salz ist ebenfalls sehr bedeutend. Außerdem ist Michigan wichtiger Exporteur von Kies, Torf, Silber und Pottasche, welche aus den zahlreichen Sümpfen gewonnen werden.
Michigan ist einer der bedeutendsten Industriestaaten der USA. Es ist führend bei der Herstellung von Personenkraftwagen. Detroit ist dabei eines der wichtigsten Zentren, hier befindet sich der Firmensitz von General Motors, die von Chrysler und Ford befinden sich im Speckgürtel. Weitere Zentren der Automobilindustrie sind Flint, Lansing und Pontiac. Andere wichtige industrielle Erzeugnisse sind Motoren und Baumaschinen. Außerdem werden Metalllegierungen wie Stahl, vorrangig in Detroit, hergestellt. Nahrungsmittelindustrie (siehe: Brauereien in Michigan) sowie chemische und pharmazeutische Erzeugnisse sind ebenfalls bedeutsam. Die Industrie in Michigan macht 27 % des Bruttosozialprodukts aus.
Der größte Dienstleistungsbereich ist der Tourismus, dieser Wirtschaftszweig bringt dem landschaftlich attraktiven Staat jährlich 6,3 Milliarden US-Dollar ein. Außerdem gibt es weit reichende Erholungsmöglichkeiten, beispielsweise Wassersport und einen sommerlichen Badebetrieb an vielen Küstenbereichen der Großen Seen. In den kalten und relativ schneereichen Wintern ziehen die Wintersportmöglichkeiten Touristen an.

### Infrastruktur
Michigan verfügt über eine gut ausgebaute Infrastruktur, es gibt ein weites Netz von Highways in einer Gesamtlänge von 189.000 km, von denen 1890 km Interstate-Highways sind.
An Land werden Güter meist über das heute noch ca. 4000 km lange und im Vergleich zu anderen Bundesstaaten gut ausgebaute Schienennetz transportiert, denn viele Flüsse sind nicht schiffbar. Allerdings sind auch hier viele Eisenbahn-Nebenstrecken in der zweiten Hälfte des 20. Jahrhunderts stillgelegt worden. An den Küsten der Großen Seen gibt es große Hafenstädte für Im- und Export wie Calcite und Escanaba. Außer den Großen Seen sind die Sault-Saint-Marie-Kanäle und die Flüsse Saint-Clair und Detroit River von Bedeutung, da sie den Huronsee und den Eriesee verbinden und somit eine Verbindung zum Atlantischen Ozean herstellen. Weiterhin wichtig ist der Saint Mary’s, der den Oberen See mit dem Huronsee verbindet.
Mit dem Detroit Metropolitan Wayne County Airport existiert ein internationaler Flughafen, der einer der größten der USA ist.
Im August 2020 hat Michigan in Kooperation mit privaten Unternehmen das Projekt einer in den USA einzigartigen separaten Fahrspur für autonome Fahrzeuge gestartet. Die 65 Kilometer lange Autobahnstrecke entlang des Interstate-94-Korridors wird Detroit zunächst mit der Stadt Ann Arbor verbinden. Als erster Schritt wird im Verlauf einer zweijährigen Studie untersucht, inwieweit hierfür entweder bereits vorhandene Fahrspuren verwendet oder aber neue Fahrspuren gebaut werden müssen.

## Bevölkerung
Die landesweite Volkszählung 2010 ergab eine Einwohnerzahl von 9.883.640, davon 76,6 % Weiße, 14,2 % Afro-Amerikaner, 0,6 % Native Americans, 2,4 % Asiaten und 4,4 % Hispanier. Michigan ist der einzige der 50 US-Bundesstaaten, in dem die Bevölkerungszahl im Zeitraum von 2000 bis 2010 gesunken ist. Lediglich im US-Außengebiet Puerto Rico war sie ebenfalls rückläufig.

### Religionen
Die mitgliederstärksten Religionsgemeinschaften waren im Jahr 2000 die Katholische Kirche mit 2.019.926, die Lutheran Church – Missouri Synod mit 244.231, die United Methodist Church mit 222.269 und die Evangelisch-Lutherische Kirche in Amerika mit 160.836 Anhängern.

## Geschichte
Einst ein bedeutender Lieferant von Holz, Eisen und Kupfer, wurde Michigan nach Abnahme der natürlichen Ressourcen zu Beginn des 20. Jahrhunderts zum Geburtsort der Autoindustrie. Henry Ford ließ sein erstes Automobilwerk in Highland Park, einer Vorstadt von Detroit errichten. Damit begann eine neue Ära im Personentransport (→ Geschichte der Vereinigten Staaten #Industrialisierung). Detroit wuchs zur größten Stadt Michigans; auch andere Pioniere des Automobilbaus (William Durant, die Gebrüder Dodge, Packard und Walter Chrysler) errichteten dort Werke. Etwa in den 1960er Jahren begann eine lange Phase des Niedergangs der Automobilindustrie in Detroit. Große Gebiete des früheren Manufacturing Belt werden heute Rust Belt genannt.

### Frühe europäische Geschichte
1622 erreichten der französischen Entdecker und Waldläufer Étienne Brûlé und sein Gefährte Grenoble als wahrscheinlich erste Weiße den Oberen See. Die erste ständige Niederlassung von Europäern wurde 1668 in Sault Ste. Marie von Jesuiten gegründet. 1701 gründeten Antoine de Lamothe Cadillac und sein Leutnant Alphonse de Tonty an der Stelle des heutigen Detroit einen Außenposten, den sie Fort Pontchartrain du Détroit nannten. Durch den Frieden von Paris (1763) kam das Gebiet unter britische Herrschaft und wurde in der Folge Teil der Provinz Québec. Im zweiten Frieden von Paris (1783) wurde die untere Halbinsel an die USA abgetreten, bald darauf auch die obere Halbinsel.

### US-amerikanische Geschichte
Ab 1787 gehörte das gesamte Gebiet des heutigen Bundesstaats zum Nordwestterritorium, von dem 1800 das Indiana-Territorium abgetrennt wurde. Aus dem Indiana-Territorium wurde 1805 das Michigan-Territorium abgetrennt, mit Detroit als Regierungssitz und William Hull als Gouverneur. Detroit wurde durch einen Brand zerstört. Nach Ausbruch des Kriegs von 1812 zwangen britische Truppen unter Sir Isaac Brock Brigadegeneral Hulls Armee in Detroit zur Kapitulation und hielten Teile Michigans besetzt, bis sie durch den amerikanischen Sieg in der Schlacht auf dem Eriesee im Herbst 1813 zum Rückzug gezwungen wurden. Durch die Schlacht am Thames River wurde auch die Widerstandskraft der Indianer gebrochen.
Der Gouverneur, Stevens Mason, förderte einen Streit mit Ohio über die Zugehörigkeit der Stadt Toledo, der später als Toledo-Krieg bezeichnet wurde. Ohio, das als Bundesstaat bereits im US-Kongress vertreten war, erreichte die Absetzung Masons und die Anerkennung des Anspruchs auf Toledo, aber Michigan erhielt als Entschädigung den westlichen Teil der Oberen Halbinsel, das bislang zum Wisconsin-Territorium gehörte. 1835 trat die erste Verfassunggebende Versammlung zusammen. Unter der neuen Verfassung, die vom Kongress gebilligt wurde, wurde Mason erneut Gouverneur, nachdem er die Wahl gewann (die Gouverneure wurden zuvor von der Bundesregierung ernannt). Am 26. Januar 1837 wurde Michigan 26. Bundesstaat der USA. Lansing wurde 1847 per Gesetz als neue Hauptstadt gewählt.
Infolge der Indianer-Umsiedlung erlebte Michigan in den 1830er Jahren einen Wirtschaftsboom. Dieser wurde zusätzlich noch durch den schuldenfinanzierten Ausbau der Verkehrswege gefördert. 1840 war die Staatsverschuldung Michigans daher deutlich angestiegen. Michigan erklärte 1840 in der Folge der Wirtschaftskrise von 1837 den Staatsbankrott und bediente seine Staatsanleihen nur noch teilweise weiter.
Die acht Kilometer lange Mackinac Bridge wurde am 1. November 1957 eröffnet.
Am 30. April 2020 stürmten hunderte rechte Demonstranten, teilweise mit Kriegswaffen bewaffnet und vermummt, das Michigan State Capitol, während dort über Maßnahmen gegen die COVID-19-Pandemie beraten wurde. Unter den Angreifern fanden sich zahlreiche Mitglieder rechter Milizen. Die Menge versuchte vergeblich, in den Plenarsaal einzudringen, und bedrohte die Gouverneurin Gretchen Whitmer. Dem vorausgegangen waren Aufrufe von Präsident Donald Trump, gegen die strikten Maßnahmen der Gouverneurin zu protestieren; so twitterte er u. a. „befreit Michigan“. Einige Beobachter sahen in diesen Aufrufen den Versuch, einen Aufstand anzustacheln, so wie später beim Angriff auf das Kapitol in Washington D.C. Nur wenige Monate später wurden erneut Pläne einer Miliz aufgedeckt, das Kapitol anzugreifen. Die Gruppe Wolverine Watchmen plante ursprünglich, das Kapitol einzunehmen und Geiseln zu nehmen, verlagerte sich dann aber auf den Plan zur Entführung Gretchen Whitmers. Einige dieser Personen nahmen bereits an den Ereignissen des 30. April teil.

## Politik
| Jahr | Republikaner      | Demokraten        |
| ---- | ----------------- | ----------------- |
| 1960 | 48,84 % 1.620.428 | 50,85 % 1.687.269 |
| 1964 | 33,10 % 1.060.152 | 66,70 % 2.136.615 |
| 1968 | 41,46 % 1.370.665 | 48,18 % 1.593.082 |
| 1972 | 56,20 % 1.961.721 | 41,81 % 1.459.435 |
| 1976 | 50,10 % 1.893.742 | 46,44 % 1.696.714 |
| 1980 | 48,99 % 1.915.225 | 42,50 % 1.661.532 |
| 1984 | 59,23 % 2.251.571 | 40,24 % 1.529.638 |
| 1988 | 53,57 % 1.965.486 | 45,67 % 1.675.783 |
| 1992 | 36,28 % 1.554.940 | 43,77 % 1.871.182 |
| 1996 | 38,48 % 1.481.212 | 51,69 % 1.989.653 |
| 2000 | 46,14 % 1.953.139 | 51,28 % 2.170.418 |
| 2004 | 47,81 % 2.313.746 | 51,23 % 2.479.183 |
| 2008 | 40,89 % 2.048.639 | 57,33 % 2.872.579 |
| 2012 | 44,58 % 2.115.256 | 54,04 % 2.564.569 |
| 2016 | 47,25 % 2.279.543 | 47,03 % 2.268.839 |
| 2020 | 47,77 % 2.649.852 | 50,55 % 2.804.040 |
| 2024 | 49,64 % 2.816.636 | 48,23 % 2.736.533 |

Der Staat Michigan ist geprägt von einer Spannung zwischen dem industrialisierten Ballungsraum um Detroit und Flint herum, dem ländlichen Gebiet im Norden und Westen der Unteren Halbinsel, und der Oberen Halbinsel mit Wildnis und Bergbau; jede dieser Regionen hat eine eigene politische Kultur. Nur durch das Zusammenspiel dieser Regionen entsteht das Gesamtbild der Politik Michigans, in der sowohl die Demokratische als auch die Republikanische Partei ihren Platz hat. Unterstützung für die Demokraten kam historisch aus dem Migrantenmilieu und den Gewerkschaften – beide haben in und um Detroit ihre Hochburgen. Republikaner wiederum, die Mitte des 19. Jahrhunderts insbesondere wegen ihrer Anti-Sklaverei-Haltung als Regionalpartei des Nordens galten (die Partei wurde sogar in Michigan gegründet), haben heute ihre Hochburgen einerseits in den wohlhabenden Vororten von Detroit, andererseits aber im Westen des Staates um Grand Rapids herum, wo u. a. durch die bedeutende Zahl niederländischer Einwanderer die streng calvinistische Christian Reformed Church in North America großen Einfluss hat. Die Bergbau-Regionen der Oberen Halbinsel wiederum neigen den Demokraten zu.
Während zwischen 1932 und 1976 sowohl Demokraten (wie z. B. Franklin D. Roosevelt) als auch Republikaner die Präsidentschaftswahlen je sechsmal gewonnen haben, stimmte Michigan in den 1980er Jahren konsequent für die republikanischen Präsidentschaftskandidaten. Politikwissenschaftler interessieren sich dabei besonders für den Fall von Macomb County als klassisches Beispiel für sogenannte Reagan Democrats. Ab 1992 hat Michigan jedoch immer für den demokratischen Kandidaten gestimmt; als die Republikanische Partei zunehmend religiös-kulturelle Themen betonte, fiel ihre Unterstützung in bislang republikanischen Hochburgen in den wohlhabenden Vororten (wie in Oakland County) entsprechend ab, deren religiös gemäßigte Wählerschaft sich eher mit klassischen wirtschaftlichen und steuerpolitischen Positionen der Republikaner als mit deren Positionen zu Schwangerschaftsabbruch oder gleichgeschlechtlicher Ehe identifizierte. Bei der Präsidentschaftswahl 2016 wählte Michigan unerwartet mit Donald Trump wieder einen republikanischen Präsidentschaftskandidaten.
Im Electoral College stellte Michigan in den 1980er Jahren noch 20, in den 1990er Jahren dann 18, nach der Volkszählung des Jahres 2010 noch 16 und ab dem Zensus 2020 nur noch 15 Wahlmänner. Diese Abnahme spiegelt die Tatsache wider, dass die Bevölkerung in Michigan deutlich langsamer gewachsen ist als im nationalen Durchschnitt; dennoch bleibt Michigan einer der größten Bundesstaaten (Platz 8 nach Einwohnerzahl), mit entsprechendem politischem Gewicht.

### Staatsregierung
- Liste der Gouverneure von Michigan
- Liste der Vizegouverneure von Michigan

### Kongress
- Liste der US-Senatoren aus Michigan
- Liste der Mitglieder des US-Repräsentantenhauses aus Michigan

### Mitglieder im 119. Kongress
|  | Name                     | Mitglied seit    | Parteizugehörigkeit |
|  | ------------------------ | ---------------- | ------------------- |
|  | John Warren Bergman      | 2017             | Republikaner        |
|  | John Robert Moolenaar    | 2015             | Republikaner        |
|  | Hillary Scholten         | 2023             | Demokrat            |
|  | William Patrick Huizenga | 2011             | Republikaner        |
|  | Timothy Lee Walberg      | (2007–2009) 2011 | Republikaner        |
|  | Deborah Ann Dingell      | 2015             | Demokrat            |
|  | Tom Barrett              | 2025             | Republikaner        |
|  | Kristen McDonald Rivet   | 2025             | Demokrat            |
|  | Lisa Carmella McClain    | 2021             | Republikaner        |
|  | John E. James            | 2023             | Republikaner        |
|  | Haley Maria Stevens      | 2019             | Demokrat            |
|  | Rashida Harbi Tlaib      | 2019             | Demokrat            |
|  | Shri Thanedar            | 2023             | Demokrat            |

|  | Name                | Mitglied seit | Parteizugehörigkeit |
|  | ------------------- | ------------- | ------------------- |
|  | Elissa Slotkin      | 2025          | Demokrat            |
|  | Gary Charles Peters | 2015          | Demokrat            |

## Kultur und Sehenswürdigkeiten

### Parks
| Nationalpark                                                                           | Lage                                                     | Ansicht |
| -------------------------------------------------------------------------------------- | -------------------------------------------------------- | ------- |
| Isle-Royale-Nationalpark - Michigan - 17.276 Besucher (2004) - gegründet 3. April 1940 | Isle-Royale-Nationalpark · Karte der Vereinigten Staaten |         |

### Naturdenkmäler
| National Lakeshore                                                                                         | Lage                                                                   | Ansicht |
| --- | ---------------------------------------------------------------------- | ------- |
| Sleeping Bear Dunes National Lakeshore - Michigan - 1.222.313 Besucher (2005) - gegründet 21. Oktober 1970 | Sleeping Bear Dunes National Lakeshore · Karte der Vereinigten Staaten |         |

## Bildung
Die wichtigsten staatlichen Hochschulen sind die drei Standorte des University of Michigan System mit Hauptstandort in Ann Arbor und weitere Standorten in Flint und Dearborn, die Michigan State University, die Central Michigan University, die Eastern Michigan University, die Northern Michigan University, die Western Michigan University, die Ferris State University, die Grand Valley State University, die Oakland University, die Saginaw Valley State University und die Wayne State University. Zu den bekanntesten privaten Hochschulen gehört die University of Detroit Mercy. Weitere Hochschulen sind in der Liste der Universitäten in Michigan verzeichnet.